# 鲁本·厄特格伦
鲁本·厄特格伦（瑞典語：Ruben Örtegren，1881年10月19日—1965年2月27日），瑞典男子射击运动员。他曾代表瑞典参加1912年夏季奥林匹克运动会射击比赛，获得男子团体50米小口径步枪银牌。